# اودك دوجي (كتول)
اودك دوجي (بالفارسية: اودک‌دوجی) هي قرية تقع في إيران في قسم کتول الریفي. يقدر عدد سكانها بـ 2,221 نسمة .